# Parafia św. Izydora w Woli Mystkowskiej
Parafia pw. Świętego Izydora w Woli Mystkowskiej – parafia rzymskokatolicka należąca do dekanatu Wyszków, diecezji łomżyńskiej, metropolii białostockiej. 
Erygowana została w 1916 roku. Jest prowadzona przez księży diecezjalnych.

## Kościół parafialny
Kościół pw. Najświętszego Serca Jezusowego w Woli Mystkowskiej - murowany; fundacji rodziny Michałowskich w latach 1936-1938; ukończony w latach 1955-1956; konsekrowany dnia 24 listopada 1974 r. przez ks. bp Bogdana Sikorskiego, biskupa płockiego. 

## Obszar parafii
W granicach parafii znajdują się miejscowości:

- Wola Mystkowska,
- Nowe Kozłowo,
- Stare Kozłowo,
- Łosinno,
- Skorki,
- Wielątki,
- Nowe Wielątki,
- Nowe Wypychy,
- Stare Wypychy.